# Pete Howard
Pete Howard, né en 1960, est un batteur britannique connu pour sa participation au groupe punk The Clash de 1983 jusqu'à sa séparation en 1985.

## Biographie
Pete Howard rejoint The Clash au printemps 1983, après les deux grandes tournées américaines de l'été et de l'automne 1982 ayant fait suite à la sortie de l'album Combat Rock, afin de remplacer Terry Chimes, qui avait lui-même remplacé au pied levé Topper Headon, viré à cause de ses problèmes de drogue. Ce jeune batteur inconnu a alors l'occasion d'effectuer en mai 1983 la dernière tournée de The Clash avant l'expulsion du guitariste Mick Jones. C'est lui qui joue notamment lors du concert monstre donné le 28 mai à San Bernardino, devant une foule estimée entre 100 000 et 200 000 personnes. Il se révèle très à l'aise avec le répertoire du groupe, y compris sur des titres exigeants techniquement comme "Armagideon Time", où son jeu s'avère nettement supérieur à celui de Chimes. Cette formation prometteuse n'aura cependant pas le temps de s'expérimenter dans la durée, avec le renvoi de Jones en septembre 1983. 
La volonté émise par Joe Strummer et Paul Simonon de poursuivre le groupe conduit au recrutement d'un nouveau guitariste, Nick Sheppard, à l'automne 1983. Ensemble, les quatre hommes enregistrent en novembre 14 titres qui, à défaut d'être les démos d'un véritable nouvel album, constituent un jalon encore aujourd'hui méconnu entre Combat Rock (1982) et Cut The Crap (1985). L'autre grand intérêt de ces titres est précisément de donner à entendre le jeu de Howard sur plusieurs morceaux du futur album. En décembre 1983, un second guitariste, Vince White, est recruté pour compléter la dernière formation de The Clash. Celle-ci assure les grandes tournées américaines et européennes du premier semestre et de l'automne 1984, ainsi que du printemps et de l'été 1985. On peut entendre Howard sur la remarquable version live de l'inédit "In The Pouring Rain", enregistrée le 30 mai 1984 au Paramount Theater de Seattle et incluse dans la bande originale du documentaire de Julian Temple, Joe Strummer : The Future Is Unwritten (2007).  
Au début de l'année 1985, Howard prend part à l'enregistrement du dernier disque de The Clash, Cut the Crap. Dans leur quasi-totalité, ses enregistrements de batterie n'ont malheureusement pas été inclus dans l'album puisque le manager Bernie Rhodes les a remplacés par des boites à rythmes. Les deux seuls titres où l'on peut entendre le jeu de Howard ont été enregistrés live en studio à la même époque pour constituer la face B du maxi-45 tours "This Is England" : il s'agit de "Do It Now" et de "Sex Mad Roar". Peu après le lancement du dernier album et son très mauvais accueil critique, Joe Strummer dissout le groupe.
Après The Clash, Howard a travaillé dans le groupe londonien Eat (produit par Fiction Records). Il sort le Super 45 tours Shame en 1992 puis l'album Epicure l'année suivante. Il a ensuite formé Vent 414 avec Miles Hunt. En 2002, il s'est joint au groupe de rock alternatif Queen Adreena pour les albums Drink Me, The Butcher and the Butterfly et Live at the ICA. Entretemps, il a participé à Flying High (EP) et Organized (LP) aux côtés de Morgan Nicholls, sous le nom de Morgan.

## Discographie

### Avec The Clash
- Cut The Crap avec The Clash - CBS - 1985
- This Is England (7 et 12") - CBS - 1985

### Avec Eat
- Shame (12") - Fiction Records - 1992
- Viva! Eight Live At The Town & Country Club September 1992 - New Musical Express - 1992 (compilation)
- Epicure - Fiction Records - 1993

### Avec Morgan
- Flying High - Source UK - 2000
- Organized - Source UK, Source Records (FR) - 2000

### Avec Queen Adreena
- Drink Me - 2002
- The Butcher And The Butterfly - 2005
- Live At The ICA - 2005
- Queenadreena Live - 2006 - DVD